# 286.ª Divisão de Infantaria (Alemanha)
A 286ª Divisão de Infantaria (em alemão:286. Infanterie-Division) foi uma unidade militar que serviu no Exército alemão durante a Segunda Guerra Mundial.

## Comandantes
| Comandante                                | Data                                            |
| ----------------------------------------- | ----------------------------------------------- |
| Generalleutnant Friedrich-Georg Eberhardt | 17 de dezembro de 1944 - 26 de dezembro de 1944 |
| Generalleutnant Wilhelm Thomas            | 26 de dezembro de 1944 - 26 de janeiro de 1945  |
| Oberst Willi Schmidt                      | 26 de janeiro de 1945 - 31 de janeiro de 1945   |
| Generalmajor Emmo von Roden               | 31 de janeiro de 1945 - ? de maio de 1945       |

## Oficiais de operações
| Major Meyer             | 10 de fevereiro de 1945-1945 |
| Major Job von Witzleben | 1945-1945                    |

## Área de operações
| Prússia Oriental | dezembro de 1944 - maio de 1945 |